# HC Pilsen Wolves
HC Pilsen Wolves (celým názvem: Hockey Club Pilsen Wolves) je český mládežnický klub ledního hokeje, který sídlí v Plzni ve stejnojmenném kraji. Jedná se o soukromý mládežnický klub, který založil Václav Zuna v roce 2012 na popud poměrů v českém hokeji.
Své domácí zápasy odehrává v Plzni na zimním stadionu Košutka s kapacitou 255 diváků.

## Činnost klubu
Klub se zaměřuje především na práci s mládeží, ve kterém platí základní pravidlo – rovný přístup ke všem. Klub zpřístupnil mládežnický hokej i talentům ze sociálně slabých rodin, které si nemohou dovolit platit běžné členské příspěvky.